# Акушеро-гинекологична болница Шейново
Вижте пояснителната страница за други значения на Шейново.
Втора САГБАЛ Шейново ЕАД е най-старата специализирана акушеро-гинекологична болница в страната. Екипът специалисти е наследил добрите традиции на поколения акушер-гинеколози.

## История
Болницата е построена през 1935 г.
1946 г. Учредява се Държавна специализирана АГ болница с две отделения – родилно и гинекологично с управител д-р Николай Славчев на базата на частната клиника на д-р Темелков, която е национализирана.
1949 г. Болницата се разраства. Обслужва се от 11 лекари, 15 акушерки, 22 санитарки. Родени са 2440 деца, оперирани са 268 жени.
1951 г. За главен лекар е избран д-р Иван Доганов. Болничните легла са вече 85. Родените деца са 2638.
1970 г. Родените деца са 3456 от 3444 раждания, операциите са общо 648.
1971 г. За главен лекар на болницата е избран д-р Станко Николов. Провежда се реконструкция и разширяване на сградата на болницата и се увеличава легловата база.
1975 г. За главен лекар във II АГ болница е назначен д-р Борис Нанков.
1982 г. За главен лекар на болницата е избрана д-р Йонка Иванова Стефанова. Извършва се модернизация с изграждане на операционен блок, с 3 операционни, централна инсталация за кислород, разкриване на ОАИЛ и многопрофилна лаборатория. Легловата база достига 220 легла.
1990 г. За главен лекар е избран д-р Александър Ст. Конакчиев. Консултант през този период е проф. Божил Василев д.м.н.
1990 г. Конкурсът за директор на болницата е спечелен от д-р Димитър Драгиев. За консултант е назначен проф. Боян Атанасов д.м.н. Постепенно се въвежда нова структура на болницата. Създава се диагностично-консултативно отделение, ендоскопската хирургия става рутинна практика.
2001 г. Болницата е преобразувана в Търговско дружество с общинско участие. За управител е назначен д-р Димитър Драгиев. Членове на УС на болницата освен него са и д-р Божидар Славчев и д-р Станчо Станчев.
2002 г. Трайна тенденция за увеличаване на раждаемостта във II САГБАЛ „Шейново“.
2003 г. Приоритетна цел – пренатална диагностика с оглед ранно откриване на фетални малформации: биохимичен скрининг, ранна амниоцентеза.
2004 г. Увеличава се броят на ендоскопските операции, II САГБАЛ „Шейново“ става водеща болница в областта на гинекологичната ендоскопия; Прави се ремонт на болницата, която придоби европейски вид и стана привлекателна в битово отношение за пациента.
2005 г. Въведе се Doppler УЗИ, неоценим помощник при такива тежки състояния в акушерството като: прееклампсия, интраутеринно изоставане в развитието на плода, антенатално страдание на плода.
2006 г. Бум на раждания в болницата 4112; водеща болница в София и в страната; ниска детска смъртност и заболяемост.
2007 г. Въведе се изследване на фетална морфология с 4-D ехографско изследване; сертифицира се болницата по БДС EN ISO 9001/2000; въведе се болнична информационна система; разработи се оперативната хистерескопия. 
2015 г. Новото родилно отделение започва да приема своите пациенти. Оборудвано с техника от най-високо световно ниво, то разполага с 5 родилни самостоятелни зали. Новото оборудване включва акушерски столове, детски кът в родилната зала, в който бебето прекарва първите два часа заедно с майката. Залите имат модерни лампи с LED-осветление, родилните легла са с функция „масаж“ за родилката за намаляване на болката. В новите зали майките могат да са през цялото време с бебетата си.